# Regius Professor in Meteorology and Climate Science (Reading)
Der Regius Professor in Meteorology and Climate Science ist eine 2013 durch Elisabeth II. gestiftete Regius-Professur für Meteorologie an der University of Reading.

## Geschichte der Professur
2013 wurden Pläne bekannt, für jedes Jahrzehnt der Regentschaft von Elisabeth II. eine Regius-Professur zu unterstützen. Die eingereichten Vorschläge waren für das Beratungsgremium unter der Leitung von Graeme Davies und die Queen so überzeugend, dass schließlich doppelt so viele, nämlich zwölf Professuren benannt wurden, darunter eine Professur an der University of Reading. In den 100 Jahren vor dieser Stiftung war außer einer Stiftung im Jahr 2009 anlässlich des 200. Geburtstags von Charles Darwin keine Regius Professur mehr gegründet worden. Die letzte erfolgte noch durch Queen Victoria. Die Gründe für die Wahl wurden nicht offengelegt. Gemeinhin wird aber das hohe akademische Niveau als wesentlicher Faktor bezeichnet.
Nach einer Ausschreibung fiel die Wahl der Universität auf Keith Shine, der seit 1998 als Professor an der Universität lehrte. Im Oktober 2013 trat er die neu geschaffene Regius-Professur an.

## Inhaber
| Name              | Namenszusatz | von  | bis | Anmerkung |
| ----------------- | ------------ | ---- | --- | --- |
| Keith Peter Shine | F.R.S.       | 2013 |     | Shine spricht die Wahl dieser Professur zur Regius-Professur der erfolgreichen Arbeit seiner Kollegen auf dem Lehrstuhl in den vergangenen 50 Jahren zu. In seiner Antrittsvorlesung behandelte er die Geschichte der Erdatmosphäre. |